# Adolphe (roman)
 (décembre 2020).
- Si vous ne connaissez pas le sujet, laissez ce bandeau (vous pouvez alors contacter les auteurs).
- Si vous supprimez le contenu mis en cause (vous pouvez préalablement contacter les auteurs),

argumentez précisément cette suppression dans la page de discussion
(un manque de référence n'est pas un argument ; une recherche réelle de référence doit avoir été effectuée, être formellement documentée).
Pour les articles homonymes, voir Adolphe.
Adolphe, sous-titré Anecdote trouvée dans les papiers d’un inconnu, est un roman de Benjamin Constant publié en 1816.

## Genèse de l'ouvrage
Constant commence à écrire cette histoire en 1806 pour se divertir de ses déboires sentimentaux avec Charlotte de Hardenberg, Madame de Staël et Anna Lindsay (c'est une certaine conception de la genèse du texte).
En septembre 1806, Constant se trouve à Rouen chez Madame de Staël pour écrire un ouvrage politique. Il devait y rester plusieurs mois mais en octobre il va à Paris pour voir la comtesse de Hardenberg, il revient à Rouen une dizaine de jours plus tard assez troublé, et il commence à écrire un roman qui serait leur histoire.

### Présentation
Adolphe est un chef d’œuvre du roman d’analyse : une « histoire assez vraie de la misère du cœur humain ».
Adolphe raconte l'inexorable décomposition d'une relation amoureuse. Après avoir séduit Ellénore, plus par désir d’aimer que par amour véritable, Adolphe ne parvient ni à rompre ni à aimer. Son indécision, entre sincérité et mauvaise foi, ainsi qu’une sorte de complaisance dans la souffrance, précipiteront la course à l’abîme de ce couple fatal.

## Résumé
La fiction commence par un « avis de l'éditeur » qui précise les conditions d’une rencontre qu'il a faite, dans une auberge de Calabre, avec un inconnu décrit comme le type même du mélancolique. Nous sommes censés lire le manuscrit que cet inconnu aurait abandonné après un départ précipité et que l'éditeur a pu récupérer. Le récit proprement dit commence ensuite. Après avoir décrit les relations distantes qu’il entretient avec son père, Adolphe nous raconte qu’il quitte Göttingen pour se rendre dans une autre ville allemande, où il se mêle aux courtisans d'une petite cour princière. Il s’y fait délibérément une réputation de « légèreté, de persiflage et de méchanceté ». Pour remplir un vague  besoin d'être aimé, il séduit une femme de dix ans son aînée, très belle mais socialement déchue. Cet amour naissant court au don de mercy mais  l'union des amants  se dégrade très vite :  « Ce n'étaient pas les regrets de l'amour, c'était un sentiment plus sombre et plus triste ; l'amour s'identifie tellement à l'objet aimé que dans son désespoir même il y a quelque charme… ». Inquiet de voir son fils compromettre de belles espérances de carrière dans cette liaison scandaleuse, le père d’Adolphe lui ordonne de le rejoindre ; mais Ellénore est prête à tout sacrifier, enfants, fortune et protection, pour garder son jeune amant auprès d’elle. Adolphe se soumet à sa maîtresse, lié par un don si exorbitant ; mais bien vite il se détache d'elle, et même, il s'aperçoit avec horreur qu'il ne l'a jamais véritablement aimée.
Habile à le dissimuler, il reste toutefois avec Ellénore, laquelle ne tarde pas à comprendre qu'elle ne lui est plus rien. Ne parvenant pas à rompre, les amants prennent la fuite et se fixent à Caden, ville de Bohème, puis en Pologne, où Adolphe rencontre un ami de son père, le baron de T***. Ce dernier lui représente toute l’impasse d'une telle situation et qu’Ellénore n’est qu’un obstacle entre toutes les voies de la carrière et lui. Adolphe répond par les plus vives protestations d'amour et de fidélité à l'égard de sa maîtresse. Mais il finit tout de même par prendre la résolution de rompre ; et pour mieux s'y tenir, il l'écrit dans une lettre qu’il adresse au baron. Celui-ci ne laisse pas de la faire parvenir à Ellénore : terrassée d’affliction, elle meurt peu après. Loin d'être libéré, Adolphe mène à partir de là une existence morne et désespérée qu’il traîne jusqu'à Cerenza où nous le trouvons au début du roman, tel que décrit dans « l'avis de l'éditeur ». En guise d'épilogue, un correspondant anonyme adresse à l'éditeur une lettre explicative dans laquelle il l'incite à publier le manuscrit : « L'exemple d'Adolphe ne sera pas moins instructif, si vous ajoutez qu'après avoir repoussé l'être qu'il aimait, il n'a pas été moins inquiet, moins agité, moins mécontent ; qu'il n'a fait aucun usage d'une liberté reconquise au prix de tant de douleurs et de tant de larmes ; et qu'en se rendant bien digne de blâme, il s'est aussi rendu digne de pitié ». Le roman s'achève par une réponse morale de l'éditeur qui accepte la publication et condamne l'attitude du héros : « chacun ne s'instruit qu'à ses dépens... Les circonstances sont bien peu de choses, le caractère est tout... »

## Personnages principaux

### Adolphe
Adolphe est un jeune homme âgé de vingt-deux ans au début du récit. Il vient d’achever ses études à l’université de Göttingen. C’est un garçon d'une intelligence supérieure et qui se prépare à embrasser une brillante carrière. Il se montre cependant très désabusé et il n’hésite pas à manifester en public une humeur des plus caustiques. Il a en effet reçu une éducation très spéciale, loin de son père et sous l’influence d’une vieille dame très spirituelle et toute pleine d’ironie mordante. Le roman, qui se présente sous la forme d'une confession, s'énonce dans un style dépouillé, comme si le jeune homme « tout en ne s'intéressant qu'à soi, ne s'intéressait que faiblement à lui-même », pour reprendre la célèbre formule constantienne.
Une composante essentielle de la psychologie du personnage se trouve dans ce que l'on a trop rapidement interprété comme de la « lâcheté ». En vérité, c’est une suspension de sa capacité d'action dont la source est une sensibilité toute pure. Malgré son désir d’être parfaitement honnête, Adolphe est incapable de dévoiler la véritable nature de ses sentiments pour Ellénore car il a peur de la faire souffrir. Paul Delbouille appelle cela sa « religion de la douleur ». Une telle disposition d'esprit se mêle à l'aristocratisme du personnage : c'est par orgueil qu'Adolphe se fait un devoir de séduire Ellénore. De ce point de vue, on peut le rapprocher du héros de Stendhal dans Le Rouge et le Noir ; à ceci près que Julien Sorel tombe effectivement amoureux de Mme de Rênal : Adolphe n’est pas véritablement amoureux d’Ellénore. Dans la lignée des personnages de Crébillon ou des héros du roman libertin du XVIIIe siècle, le héros constantien se révèle parfaitement froid sous le masque de la passion.
Ce qui ajoute encore à la spécificité d’Adolphe, c’est l'exceptionnelle lucidité que manifeste sa confession : le « héros-narrateur » adopte en permanence un certain recul par rapport à la situation qu’il raconte. Plus exactement, il adopte continûment un double point de vue : celui du narrateur et celui du personnage. Ce « double registre », selon l’expression de Jean Rousset, est l’effet de la narration postérieure. Adolphe est aussi le narrateur du roman. Par conséquent, il colore son récit de toute une subjectivité : tout ce que nous savons de lui, c’est lui-même qui le dit. Il en va de même s’agissant des autres personnages, dont l’image est rendue presque exclusivement de son point de vue.
Adolphe est souvent considéré à tort comme un héros romantique. Il faut reconnaître que  l'indétermination  qui le paralyse ressemble au « vague des passions » ou au « mal du siècle » Toutefois, Adolphe est moins mélancolique qu’en proie à une « dualité d’intentions ». Ce n’est pas qu’il manque d’énergie. C’est seulement qu’il est pris dans une sorte de fatalité. Il est parfaitement lucide quant à sa situation mais il ne parvient pas à s’en libérer. Cette psychologie est finalement beaucoup plus proche de celle des héros raciniens.

### Ellénore
Ellénore est le personnage féminin du roman. Belle aristocrate d'origine polonaise exilée en France, elle est la « grande amoureuse » d’Adolphe. C’est l'une des plus belles figures féminines de la littérature. La critique constantienne a voulu retrouver en elle la transposition littéraire d’Anna Lindsay, une belle anglaise avec laquelle Constant a eu une courte aventure. Nul doute que Germaine de Staël a également inspiré la composition du personnage. Du point de vue littéraire, Ellénore est le type de la femme de trente ans dévorée par la passion amoureuse. On peut en faire une autre interprétation et la regarder comme l’une des allégories de la fatalité qui pèse sur Adolphe. Certes, l’héroïne est elle-même victime de la fatalité (fatalité de la passion, fatalité sociale, fatalité des circonstances) mais elle apparaît bien plus comme une « élue du destin » pour porter malheur à Adolphe. À cet égard, un trait frappant chez l’héroïne est son évolution. « Elle [Ellénore] était douce, elle devient impérieuse et violente. » En effet, de victime de la société, elle devient geôlière de son amant et va exercer sur lui une violente tyrannie. Un passage significatif de cette emprise se trouve au chapitre IV, lorsqu’elle annonce à Adolphe son intention de rompre avec le comte de P*** :

« […] si je romps avec le comte, refuserez-vous de me voir ? Le refuserez-vous ? Reprit-elle en saisissant mon bras avec une violence qui me fit frémir. […] »

Et lorsque le jeune homme tente d’émettre une objection :

« Tout est considéré, interrompit-elle. […] Retirez-vous maintenant, ne revenez plus ici. »

En vérité, Ellénore n’a pas besoin d’être si impérieuse. Adolphe est un jeune homme sans expérience qui ne sait pas ce qu’il attend d’une amante conquise avec inconséquence. Il n’imaginait pas l’« avidité » de cette femme de trente ans qui voit sa dernière chance de connaître la passion. Ellénore a bien compris que son amant ne pouvait supporter de la voir souffrir. Elle tire de ses protestations de douleur tout l’empire qu’elle exerce sur lui. Voici un exemple de l’effet produit sur Adolphe par ce spectacle de la douleur d’Ellénore :

« En parlant ainsi, je vis son visage couvert tout à coup de pleurs : je m’arrêtai, je revins sur mes pas, je désavouai, j’expliquai. »

On ne peut manquer de noter que l’extériorisation de cette douleur (teint pâle, visage qui se défait, larmes) revient comme un leitmotiv dans le roman. Enfin, la mort même de l’héroïne est tyrannique : elle laisse à Adolphe toute l’amertume de la culpabilité. Elle lui enlève sa dernière chance de retrouver une dignité dans la rupture à laquelle il s’était enfin résolu. On ne peut pas faire le procès d’une morte. Adolphe se retrouve donc accablé de tous les reproches. Il n’a plus qu’à errer sans but. Ellénore n’a pas seulement tyrannisé son amant dans la vie. Elle se l’est éternellement attaché dans la mort.
Subtilement impliquée par une narration focalisée, cette interprétation du personnage d’Ellénore est préparée afin de contribuer à la stratégie d’autodisculpation du héros-narrateur.

### Le baron de T***
Le baron de T*** est un personnage secondaire mais qui mérite une certaine attention pour le rôle décisif qu’il joue dans l’intrigue. On ne sait pas grand-chose de lui, aussi bien sur le plan physique que psychique. C’est un homme de morale et en tant qu’ami du père d’Adolphe, il est chargé de réorienter le fils sur le bon chemin. Il intervient à la fin du récit comme le seul en mesure de faire évoluer l’intrigue. Cette intervention révèle que les deux personnages d’Adolphe et d’Ellénore se sont enfermés dans une situation tellement inextricable qu’il faut introduire dans ce huis clos un élément extérieur pour dénouer l’intrigue.

## Thèmes
Adolphe pose la question fondamentale de la responsabilité en matière amoureuse. L’une des phrases les plus connues du roman claque comme une sentence sans appel : 

« La grande question dans la vie, c’est la douleur que l’on cause, et la métaphysique la plus ingénieuse ne justifie pas l’homme qui a déchiré le cœur qui l’aimait. »

Mais tout le récit est orienté du point de vue d’Adolphe et résonne comme un long plaidoyer. La question de savoir si Adolphe est coupable ou non de la mort d’Ellénore est ouverte et c’est au lecteur de trancher. Ainsi Michel Charles a-t-il pu parler de la « place faite au lecteur » dans l’analyse qu’il a faite du roman.
Autre question posée par le roman, c’est celle de l’identification possible entre Adolphe et Constant lui-même. Le personnage ressemble en effet beaucoup à son créateur. L’étude de la genèse du roman fait apparaître une correspondance évidente entre l’intrigue et les vicissitudes de la relation amoureuse qu’entretenait Constant avec Germaine de Staël. La présence du « je » narratif nous conduit à privilégier cette piste d'interprétation. Ainsi a-t-on parlé d’Adolphe comme du « parapluie de Benjamin Constant », par allusion aux orages de sa relation avec la talentueuse et rugueuse fille de Necker. Toutefois, comme le souligne T. Todorov, l’hypothèse selon laquelle le bref roman Adolphe a été « longtemps considéré comme une autobiographie à peine déguisée » est une interprétation « devenue aujourd’hui intenable ».
Le roman propose un regard critique sur la société de son époque. Le début du récit rend compte de scènes mondaines qui consistent essentiellement dans un mordant persiflage. L’existence de chacun s'y retrouve exposée aux yeux de tous. Cette question relative à la porosité de la frontière entre la sphère publique et la sphère privée, limite que Constant appelait du mot considérable de « liberté », était l’une de ses préoccupations majeures dont témoignent plusieurs articles de ses écrits politiques. Dans le milieu privilégié et frivole où évolue le jeune homme, le statut de « maîtresse » est vivement contesté. Mais cette réprobation morale en matière sexuelle s’exerce exclusivement à l’égard des femmes. Les hommes peuvent à bon droit s’égayer sur celles-ci, comme le chasseur sur sa proie. À travers le regard ironique d’Adolphe, à travers aussi le malaise éprouvé par lui avant que d’entrer dans ce « monde », la petite société décrite est vivement critiquée. De ce point de vue, le ton du roman est plus voltairien que « romantique ». Aussi bien, cherche-t-on en vain le moindre signe de chaleur ou d'affection, par exemple, entre le père et son fils dans ce roman de formation. Leurs rapports sont distants et, du côté du père, uniquement placés sous le signe du conformisme : il ne se montre exigeant que sur le point de la réputation dont le moindre froissement compromet les chances de faire carrière.
Le thème de la fatalité est un thème fondamental du roman. On peut voir dans les différentes peintures qui sont faites de la société, des personnages, des circonstances, autant d’allégories de la fatalité. Il en va ainsi jusque dans la structure profonde du roman dont on a pu observer qu’elle suivait le schéma d’une tragédie. La fin catastrophique du récit est véritablement un dénouement de tragédie : Ellénore meurt de douleur amoureuse en héroïne racinienne plus qu’en martyre romantique et laisse Adolphe anéanti. Il ira « laver sa faute » dans l’exil volontaire à Cerenza, à la manière d'un damné par les dieux homériques.

## Genre de l’œuvre
La brièveté de ce « roman » pousse le lecteur à s’interroger sur la catégorie générique de l’œuvre : on ne peut pas tout à fait dire qu’il s’agit d’une nouvelle mais l’intrigue est tout de même très concentrée, le style raccourci (mais brillant) et le récit presque schématique.
En premier lieu, Adolphe se présente comme l’un de ces romans-mémoires, tels qu’on en trouve abondamment dans la littérature française du XVIIIe siècle. Constant, que l’on considère un peu trop vite comme un auteur « romantique », a surtout été formé par sa lecture des écrivains du siècle des Lumières, dont il a d’ailleurs largement adopté le style coupé. De cette étiquette générique, plusieurs indices font foi. C’est d’abord le paratexte (note de l’éditeur, lettre, réponse) qui entoure le récit proprement dit et qui le présente comme la transcription d’un manuscrit trouvé dans la cassette d’un mystérieux voyageur. C’est aussi la technique de la « narration postérieure » où un narrateur fait après coup le récit de son expérience non sans en émailler les développements par des commentaires et des aphorismes.
D’un autre point de vue, Adolphe est un roman psychologique. En effet, l’intrigue n’est pas très originale. C’est la façon dont le personnage-narrateur s’analyse, se critique et se juge qui fait tout l’intérêt du récit et lui donne sa tonalité.

Une autre indication de  genre est donnée par le texte lui-même qui est présenté comme une « anecdote ». On se situe dans l'esprit édifiant des Nouvelles exemplaires de Cervantes, c’est-à-dire que le récit n'est qu'une illustration à visée morale. Il ne faut pas mésestimer le fait que l'auteur a consacré une grande partie de son œuvre  à la philosophie morale. Du reste, cette portée « morale » est clairement explicitée à la fin du roman par un dispositif paratextuel qui consiste dans une correspondance entre « l’éditeur » et un mystérieux personnage ayant connu Adolphe : 

« Vous devriez, monsieur, publier cette anecdote. Elle ne peut désormais blesser personne, et ne serait pas, à mon avis, sans utilité. Le malheur d’Ellénore prouve que le sentiment le plus passionné ne saurait lutter contre l’ordre des choses. […] L’exemple d’Adolphe ne sera pas moins instructif. »

— Chap. Lettre à l’éditeur, p 133 et 134
Une autre piste générique à explorer est celle du journal intime. Constant est l’auteur de très remarquables « Journaux » couvrant une large partie de sa vie et de plusieurs œuvres de fiction qui se présentent comme des journaux intimes : « Ma vie » ou « Le Cahier rouge », « Cécile » et « Amélie et Germaine ». Or, « Adolphe » est un récit à la première personne et fait donc croire à une sorte de journal intime. Il ne s’agit pas que de l’utilisation de la première personne mais en même temps du fait que ce « je » qui raconte l’histoire en est aussi l’acteur principal et transforme donc le récit en introspection.
Le registre de l’œuvre est pessimiste, ce qui va de pair avec une analyse rigoureuse et sévère parfois de la personnalité d’Adolphe. Le dénouement de l’histoire est tragique. D’autant que ce qui domine l’œuvre, c’est une tension intérieure dans le sens où le héros est tiraillé entre l’envie de quitter Ellénore et l’impossibilité de le faire. Ainsi le roman est-il « travaillé » par une sorte de tentation dramatique que manifeste aussi le long monologue dont le texte est essentiellement constitué.

## Séquences et citations-clefs
Le roman étant très court, les séquences clefs se suivent rapidement dans le récit. On notera tout d’abord le moment où Adolphe séduit Ellénore puis la séquence où il ne supporte plus la relation étouffante qu’il vit. La séquence clef qui suit est celle où Ellénore quitte le comte de P*** puis celle où après avoir été obligé de suivre Ellénore en Pologne, Adolphe rencontre M. de T*** qui veut l’aider à mettre fin à sa relation. Enfin, la dernière séquence clef est celle de la mort d’Ellénore.

« Ce qu'on ne dit pas n'en existe pas moins, et tout ce qui est se devine. »

— Chap. III, p 56.

« Malheur à l’homme qui, dans les premiers moments d’une liaison d’amour, ne croit pas que cette liaison doit être éternelle. »

— Chap. III, p 56.

« Il y a des choses qu’on est longtemps sans se dire, mais quand une fois elles sont dites, on ne cesse jamais de les répéter. »

— Chap. IV, p 65.

« Nous parlions d’amour de peur de nous parler d’autre chose. »

— Chap. V, p 71.

« C’est un affreux malheur de n’être pas aimé quand on aime ; mais c’en est un bien grand d’être aimé avec passion quand on n’aime plus. »

— Chap. V, p 73.

« Nous sommes des créatures tellement mobiles, que, les sentiments que nous feignons, nous finissons par les éprouver. »

— Chap. VI, p 82.

« Tel homme qui pense de bonne foi s'immoler au désespoir qu'il a causé ne se sacrifie dans le fait qu'aux illusions de sa propre vanité. »

— Chap. VII, p 92.

## Historique des éditions du roman
Adolphe figure au panthéon de la bibliophilie romantique. Un exemplaire de l’édition originale londonienne (qui a précédé d’une semaine un second tirage, parisien cette fois) peut s’échanger pour près de 10 000 euros (vente Tajan en 2006 ; 6 997 euros à Drouot le 15 mai 2007). Les exemplaires portent en page de titre la mention « 1816 Chez H. Colburn, Bookseller, 50 Conduit Street, New-Bond », puis en dessous « Paris, Chez Treuttel et Würtz, Rue de Bourbon, no 17 ».
Dans l’édition originale parisienne, ces mentions sont inversées, et l’on trouve, d’autre part, la mention « Crapelet Imprimeur ».
La troisième édition possède elle aussi une valeur bibliophilique, moindre cette fois, mais réelle : en effet, éditée chez Brissot-Thivars en 1824, celle-ci comprend une importante préface, inédite, et des corrections qui en font l’édition ne varietur qu’on lit aujourd’hui.
La quatrième édition du vivant de l'auteur, par Dauthereau à Paris en 1828, est une édition comportant des erreurs et des fautes. 
Une édition bibliophilique de 1902, de 130 exemplaires numérotés, est enrichie de 55 eaux-fortes de Pierre Georges Jeanniot. L’édition de Louis Jou (1953), 118 exemplaires est un chef d’œuvre.

## «Réécriture»
En 1981, dans Le Point de vue d'Ellénore, Ève Gonin réécrit l'histoire d'Adolphe en adoptant la perspective de l'héroïne,,